# Chérie, vote pour moi
Pour plus de détails, voir Fiche technique et Distribution.
Chérie, vote pour moi ou Sans Parole au Québec (Speechless) est un film américain réalisé par Ron Underwood et sorti en 1994. Il met en scène Michael Keaton, Christopher Reeve et Geena Davis. Cette dernière produit également le film avec son compagnon de l'époque, Renny Harlin.

## Synopsis
Julia Mann et Kevin Vallick se rencontrent par hasard dans un hôtel de Las Cruces au Nouveau-Mexique. Alors qu'ils tombent ensuite amoureux l'un de l'autre, ils ignorent qu'ils travaillent chacun pour les deux candidats rivaux lors de la prochaine élection sénatoriale du Nouveau-Mexique dont ils écrivent les discours. Julia travaille ainsi pour le candidat démocrate, Lloyd Wannamaker, alors que Kevin pour le candidat républicain Ray Garvin.

## Fiche technique
- Titre original : Speechless
- Titre français : Chérie, vote pour moi
- Titre québécois : Sans Parole
- Réalisation : Ron Underwood
- Scénario : Robert King
- Musique : Marc Shaiman
- Décors : J. Dennis Washington
- Costumes : Jane Robinson
- Photographie : Donald Peterman
- Montage : Richard Francis-Bruce
- Production : Geena Davis et Renny Harlin
- Sociétés de production : Forge et Metro-Goldwyn-Mayer
- Société de distribution : Metro-Goldwyn-Mayer (États-Unis)
- Budget : 38 millions de dollars[1]
- Pays de production :  États-Unis
- Langue originale : anglais
- Format : couleur - 1.85:1 - 35 mm - son : DTS / DTS-Stereo
- Genre : comédie romantique
- Durée : 99 minutes
- Dates de sortie[2] :
  - États-Unis : 16 décembre 1994
- Classification[3] :
  - États-Unis : PG-13

## Distribution
- Michael Keaton (VF : Bernard Lanneau ; VQ : Éric Gaudry) : Kevin Vallick
- Geena Davis (VF : Annie Le Youdec ; VQ : Claudie Verdant) : Julia Mann
- Christopher Reeve (VQ : Jean-Luc Montminy) : Bob “Bagdad” Freed
- Bonnie Bedelia (VF : Anne Deleuze ; VQ : Élise Bertrand) : Annette
- Ernie Hudson (VQ : Yves Corbeil) : Ventura
- Charles Martin Smith : Kratz
- Gailard Sartain : Cutler
- Ray Baker : Garvin
- Mitch Ryan : Wannamaker
- Willie Garson : Dick
- Paul Lazar : Harry
- Harry Shearer : Chuck
- Steven Wright : Eddie
- Richard McGonagle : un dignitaire
- Mary Pat Gleason : une employée
- Heather Medway : la maquilleuse
- Richard Schiff : un technicien du son (non crédité)
- Jon Favreau : un opérateur (non crédité)

## Production
Le scénario s'inspire en partie de James Carville et Mary Matalin (en). Le film est produit par la société The Forge, fondé par le réalisateur Renny Harlin et Geena Davis, qui étaient à l'époque mariés.
Le tournage a lieu de mai à août 1994. Il se déroule au Nouveau-Mexique (Albuquerque, Las Vegas, Los Alamos, San Jose, Santa Fe).